# Lyssporsats
En lyssporsats indstøbes i bagenden af et projektil eller en granat med henblik på at gøre det muligt at følge projektilet i skudbanen fra mundingen indtil træfning i målet. Lyssporsatsen antændes af patronens krudtladning ved affyringen.
| Våben | Spire Denne artikel om våben er en spire som bør udbygges. Du er velkommen til at hjælpe Wikipedia ved at udvide den. |